# Thomas Scot
Thomas Scot (... – 17 ottobre 1660) è stato un politico inglese, è annoverato tra i responsabili dell'esecuzione di Carlo I d'Inghilterra.

## Educazione e Carriera
Educato presso la Westminster School, alcune fonti sostengono che abbia continuato gli studi nella prestigiosa Università di Cambridge. Nel 1626 sposò Alice Allinson di Chesterford nell'Essex. Esercitò come avvocato nel Buckinghamshire e vide crescere la propria posizione sociale ed amministrativa quando ottenne la carica di tesoriere del County Committee della regione tra il 1644 ed il 1646. Venne eletto nella carica di parlamentare del Parlamento Inglese come rappresentante del collegio elettorale di Aylesbury nell'ottobre del 1645 per sedere nel Lungo Parlamento. Sebbene avesse una predisposizione per i discorsi prolissi ed appassionati in Parlamento, Scot si rivelò un abile manovratore dietro le quinte ed un politico capace di creare reti di alleanze e di ottenere voti.
 In parlamento si schierò con gli Indipendenti con i quali condivise le aspre lotte tra il 1647 ed il 1648.

## La Guerra civile inglese e l'esecuzione di Carlo I
È difficile stimare quali fosse la sua appartenenza politica prima della Purga di Pride, quando nel 1648 il colonnello Thomas Pride fece ritirare i membri moderati della Camera dei Comuni, per quanto da ciò che si è conservato dai suoi scritti e dai suoi discorsi molti storici gli hanno attribuito una fede repubblicana. Il suo operato durante la Purga di Pride testimonia come egli avesse sviluppato comunque una forte inclinazione repubblicana precedente al 1648. Sin dall'inizio della Guerra civile inglese Scot divenne un acerrimo oppositore di qualsiasi tentativo di negoziazione con il sovrano Carlo I e per questo motivo fu tra coloro che più si scagliarono contro i negoziati del Trattato di Newport.

Tra il 1649 ed il 1653 Thomas Scot venne incaricato dal Parlamento di occuparsi di tutte le attività di spionaggio, incarico che avrebbe ricoperto nuovamente tra la fine del 1659 e gli inizi del 1660, attività di cui avrebbe poi fornito un'accurata descrizione nella confessione data dopo la sua cattura. 
Dopo la Purga di Pride Scot divenne uno dei principali organizzatori responsabili del processo contro Carlo I e della sua successiva esecuzione; fu altrettanto strumentale nella nascita della Repubblica e, insieme a Henry Vane il Giovane, Oliver Cromwell ed Arthur Haselrig ne divenne uno dei principali leader. Nel 1653 dopo la caduta della Repubblica, Scot divenne uno dei più strenui avversari del Protettorato di Oliver Cromwell, organizzando all'interno del Parlamento una vera e propria opposizione contro il Lord Protettore.

Nel 1654 venne eletto parlamentare in rappresentanza del Collegio elettorale di Wycombe all'interno del cosiddetto Primo Parlamento del Protettorato. Nel 1656 venne ancora eletto, stavolta come rappresentante del Collegio elettorale di Aylesbury, all'interno del Secondo Parlamento del Protettorato. Nel 1659 ebbe un terzo mandato all'interno del Terzo Parlamento del Protettorato per il Collegio elettorale di Wycombe ed infine nel Rump Parliament ancora per il collegio di Aylesbury.

## Il processo e l'esecuzione
Come tutti i 59 parlamentari responsabili che firmarono di proprio pugno la condanna a morte di Carlo I, Thomas Scot fu in grave pericolo quando venne reinsediato sul trono il nuovo sovrano inglese nella persona di Carlo II. Nell'aprile del 1660, prese la fuga cercando rifugio nelle Fiandre a bordo di una nave che trasportava prigionieri spagnoli e diretta ad Ostenda, viaggiando sotto mentite spoglie. Tuttavia, nel giugno del 1660 la sua vera identità venne scoperta e Scot si arrese al rappresentante del sovrano inglese a Bruxelles, Sir Henry de Vic. Non è ancora chiaro se Scot decise di consegnarsi nella speranza che, obbedendo all'ordine del sovrano dato a tutti i regicidi di Carlo I di arrendersi, sperasse in questo modo di avere salva la vita o se, al contrario, si sia consegnato perché ormai impossibilitato a fuggire altrove.

Fatto prigioniero, Scot venne riportato in Inghilterra e imprigionato nelle carceri della Torre di Londra il 12 luglio 1660. Il 12 ottobre 1660 iniziò il suo processo con l'accusa di aver partecipato alle sedute dell'Alta Corte di Giustizia nelle quali si sarebbe sancita la condanna a morte di Carlo I, di aver firmato i due editti che proclamavano l'esecuzione e di aver dichiarato pubblicamente il desiderio di far incidere sulla propria lapide l'epitaffio "Qui giace Thomas Scot, che mandò a morte l'ultimo re". Per dimostrare queste accuse vennero prodotte numerose testimonianze, la più notevole delle quali fu quella di William Lenthall, Portavoce del Lungo Parlamento durante il periodo della rivoluzione. Il 17 ottobre 1660 venne giustiziato per impiccagione, sventramento e squartamento secondo le consuetudini inglesi che prevedevano questa pena per i rei di regicidio.